# Persone di nome Giuseppe/Presbiteri
| Questa pagina contiene informazioni ricavate automaticamente dalle voci biografiche con l'ausilio del template Bio e di un bot. L'aggiornamento è periodico e automatico e ricostruisce completamente la pagina. Se manca una persona in questa lista, sei pregato di non aggiungerla, ma accertati piuttosto che la sua voce biografica contenga il template Bio e che i dati anagrafici siano correttamente compilati. Se il template Bio manca, inseriscilo tu stesso o, in alternativa, metti l'avviso {{tmp\|Bio}} che ne segnala la mancanza. Se i dati riportati sono sbagliati, correggi direttamente la voce biografica; le modifiche saranno visibili in questa lista entro pochi giorni. Per chiarimenti vedi il progetto antroponimi. La lista contiene solo le 97 persone che sono citate nell'enciclopedia e per le quali è stato implementato correttamente il template Bio. Pagina aggiornata al 6 ago 2025. |

Questa è una lista di persone presenti nell'enciclopedia che hanno il nome Giuseppe e sono presbiteri.

## A(3)
- Giuseppe Allamano, presbitero italiano (Castelnuovo d'Asti, n. 1851 - Torino, † 1926)
- Giuseppe Andreoli, presbitero e patriota italiano (San Possidonio, n. 1789 - Rubiera, † 1822)
- Giuseppe Luigi Assemani, presbitero, teologo e orientalista libanese (Tripoli, n. 1710 - Roma, † 1782)

## B(21)
- Giuseppe Baldo, presbitero italiano (Puegnago del Garda, n. 1843 - Ronco all'Adige, † 1915)
- Giuseppe Barbaglio, presbitero, teologo e biblista italiano (Crema, n. 1934 - Roma, † 2007)
- Giuseppe Bardi, presbitero italiano (Sorso, n. 1747 - Cagliari, † 1828)
- Giuseppe Barone, presbitero e filosofo italiano (Alcamo, n. 1914 - Alcamo, † 2004)
- Giuseppe Francesco Baruffi, presbitero, scrittore e naturalista italiano (Mondovì, n. 1801 - Torino, † 1875)
- Giuseppe Basta, presbitero, giurista e scrittore italiano (San Nicola dell'Alto, n. 1743 - Napoli, † 1819)
- Giuseppe Battaglia, presbitero e filosofo italiano (Ortì, n. 1747 - Reggio Calabria, † 1839)
- Giuseppe Benaglio, presbitero e educatore italiano (Bergamo, n. 1767 - Bergamo, † 1836)
- Giuseppe Beotti, presbitero italiano (Gragnano Trebbiense, n. 1912 - Bardi, † 1944)
- Giuseppe Berini, presbitero e naturalista italiano (Ronchi dei Legionari, n. 1746 - Ronchi dei Legionari, † 1831)
- Giuseppe Bernardi, presbitero italiano (Caraglio, n. 1897 - Boves, † 1943)
- Giuseppe Bertini, presbitero, partigiano e antifascista italiano (Pisa, n. 1916 - Quercioli di Massa, † 1944)
- Giuseppe Bertolotti, presbitero e teologo italiano (Cairo Montenotte, n. 1842 - Altare, † 1931)
- Giuseppe Antonio Bocchi, presbitero italiano (Adria, n. 1679 - Treviso, † 1770)
- Giuseppe Borea, presbitero e partigiano italiano (Piacenza, n. 1910 - Piacenza, † 1945)
- Giuseppe Bozzetti, presbitero e filosofo italiano (Borgoratto Alessandrino, n. 1878 - Roma, † 1956)
- Giuseppe Maria Brocchi, presbitero e scrittore italiano (Firenze, n. 1687 - Pieve di San Severo a Legri, † 1751)
- José Gabriel del Rosario Brochero, presbitero argentino (Santa Rosa de Río Primero, n. 1840 - Villa del Tránsito, † 1914)
- Giuseppe Antonio Brugnone, presbitero, gesuita e zoologo italiano (Caltanissetta, n. 1819 - Palermo, † 1884)
- Giuseppe Brunati, presbitero, letterato e storico italiano (Salò, n. 1794 - Puegnago del Garda, † 1855)
- Giuseppe Buttà, presbitero e scrittore italiano (Naso, n. 1826 - Naso, † 1886)

## C(13)
- Giuseppe Cafasso, presbitero italiano (Castelnuovo d'Asti, n. 1811 - Torino, † 1860)
- Giuseppe Calasanzio, presbitero e santo spagnolo (Peralta del Sal, n. 1557 - Roma, † 1648)
- Giuseppe Capocasale, presbitero e filosofo italiano (Montemurro, n. 1754 - Napoli, † 1828)
- Giuseppe Maria Capodieci, presbitero e archeologo italiano (Siracusa, n. 1749 - Siracusa, † 1828)
- Giuseppe Cappelletti, presbitero e storico italiano (Venezia, n. 1802 - Venezia, † 1876)
- Giuseppe Caputi, presbitero, archeologo e nobile italiano (Ruvo di Puglia, n. 1803 - Ruvo di Puglia, † 1875)
- Giuseppe Cataldo, presbitero, missionario e gesuita italiano (Terrasini, n. 1837 - Pendleton, † 1928)
- Giuseppe Centore, presbitero e scrittore italiano (Capua, n. 1932 - Capua, † 2023)
- Giuseppe Chiot, presbitero italiano (Ala, n. 1879 - Verona, † 1960)
- Giuseppe Ciaccheri, presbitero, bibliotecario e collezionista d'arte italiano (Livorno, n. 1724 - Siena, † 1804)
- Giuseppe Ciani, presbitero e storico italiano (Domegge, n. 1793 - Vittorio Veneto, † 1867)
- Giuseppe Colombo, presbitero e teologo italiano (Albiate, n. 1923 - Venegono Inferiore, † 2005)
- Giuseppe Benedetto Cottolengo, presbitero italiano (Bra, n. 1786 - Chieri, † 1842)

## D(6)
- Giuseppe De Leva Gravina, presbitero, politico e patriota italiano (Modica, n. 1786 - Modica, † 1861)
- Giuseppe De Luca, presbitero, editore e saggista italiano (Sasso di Castalda, n. 1898 - Roma, † 1962)
- Giuseppe Del Drago, presbitero, teologo e patriota italiano (Polignano a Mare, n. 1813 - Rutigliano, † 1869)
- Giuseppe Diana, presbitero e attivista italiano (Casal di Principe, n. 1958 - Casal di Principe, † 1994)
- Giuseppe Dossetti, presbitero, giurista e politico italiano (Genova, n. 1913 - Oliveto di Monteveglio, † 1996)
- Giuseppe de Novaes, presbitero portoghese (Vila Real, n. 1736 - Siena, † 1821)

## F(5)
- Elia Facchini, presbitero italiano (Reno Centese, n. 1839 - Taiyuan, † 1900)
- Giuseppe Fagnano, presbitero e missionario italiano (Rocchetta Tanaro, n. 1844 - Santiago del Cile, † 1916)
- Giuseppe Faè, presbitero, partigiano e antifascista italiano (Campomolino, n. 1885 - Montaner, † 1966)
- Giuseppe Fini, presbitero, compositore e organista italiano (Urbania, n. 1877 - Urbania, † 1944)
- Giuseppe Frassinetti, presbitero italiano (Genova, n. 1804 - Genova, † 1868)

## G(14)
- Giuseppe Gabana, presbitero e militare italiano (Carzago Riviera, n. 1904 - Trieste, † 1944)
- Giuseppe Gennaioli, presbitero e poeta italiano (Pieve Santo Stefano, n. 1873 - Siena, † 1946)
- Giuseppe Gervasini, presbitero italiano (Sant'Ambrogio Olona, n. 1867 - Milano, † 1941)
- Giuseppe Ghiberti, presbitero, teologo e biblista italiano (Murello, n. 1934 - Torino, † 2023)
- Giuseppe Ghilarducci, presbitero e archivista italiano (Tassignano, n. 1935 - Pisa, † 2019)
- Giuseppe Timoteo Giaccardo, presbitero italiano (Narzole, n. 1896 - Roma, † 1948)
- Giuseppe Giacoletti, presbitero e poeta italiano (Chivasso, n. 1803 - Urbino, † 1865)
- Giuseppe Girelli, presbitero e missionario italiano (Dossobuono, n. 1886 - Negrar, † 1978)
- Giuseppe da Copertino, presbitero italiano (Copertino, n. 1603 - Osimo, † 1663)
- Giuseppe da Leonessa, presbitero e santo italiano (Leonessa, n. 1556 - Amatrice, † 1612)
- Giuseppe da Igualada, presbitero spagnolo (Igualada, n. 1811 - Barcellona, † 1871)
- Giuseppe di Gesù e Maria, presbitero spagnolo (Nabarniz, n. 1880 - Villanueva del Arzobispo, † 1936)
- Giuseppe Grazioli, presbitero e agronomo italiano (Lavis, n. 1808 - Villa Agnedo, † 1891)
- Giuseppe Grignani, presbitero italiano (Siziano, n. 1810 - Pavia, † 1896)

## L(3)
- Giuseppe Lais, presbitero e astronomo italiano (Roma, n. 1845 - Roma, † 1921)
- Giuseppe Liberto, presbitero, direttore di coro e compositore italiano (Chiusa Sclafani, n. 1943)
- Giuseppe Venceslao del Liechtenstein, presbitero e generale austriaco (Vienna, n. 1767 - Vienna, † 1842)

## M(5)
- Giuseppe Manzoni, presbitero, scrittore e poeta italiano (Venezia, n. 1742 - Venezia, † 1811)
- Olinto Marella, presbitero italiano (Pellestrina, n. 1882 - San Lazzaro di Savena, † 1969)
- Giuseppe Morgera, presbitero, scrittore e predicatore italiano (Casamicciola, n. 1844 - Casamicciola, † 1898)
- Giuseppe Morosini, presbitero e partigiano italiano (Ferentino, n. 1913 - Roma, † 1944)
- Giuseppe Musacchia, presbitero italiano (Piana degli Albanesi, n. 1837 - Piana degli Albanesi, † 1910)

## N(1)
- Giuseppe Nascimbeni, presbitero italiano (Torri del Benaco, n. 1851 - Castelletto di Brenzone, † 1922)

## O(1)
- Giuseppe Oriol, presbitero spagnolo (Barcellona, n. 1650 - Barcellona, † 1702)

## P(9)
- Giuseppe Pignatelli, presbitero e gesuita spagnolo (Saragozza, n. 1737 - Roma, † 1811)
- Giuseppe Patrizi, presbitero italiano (Civitella, n. 1809 - Roma, † 1846)
- Giuseppe Pavón Bueno, presbitero spagnolo (Cartagena, n. 1909 - Barbastro, † 1936)
- Sepa Petta, presbitero italiano (Piana degli Albanesi, n. 1882 - Piana degli Albanesi, † 1959)
- Giuseppe Pezzarossa, presbitero e filosofo italiano (Mantova, n. 1811 - Casalmoro, † 1875)
- Giuseppe Piazzi, presbitero e astronomo italiano (Ponte in Valtellina, n. 1746 - Napoli, † 1826)
- Giuseppe Polvara, presbitero, architetto e pittore italiano (Pescarenico, n. 1884 - Milano, † 1950)
- Giuseppe Preci, presbitero italiano (Montalto, n. 1883 - Montalto, † 1945)
- Pino Puglisi, presbitero, educatore e insegnante italiano (Palermo, n. 1937 - Palermo, † 1993)

## S(3)
- Giuseppe Schirò, presbitero, archivista e storico italiano (Monreale, n. 1927 - Palermo, † 2007)
- Giuseppe Segalla, presbitero, teologo e biblista italiano (Chiuppano, n. 1932 - Padova, † 2011)
- Giuseppe Girolamo Semenzi, presbitero, scrittore e storico italiano (Cremona, n. 1645 - Milano, † 1706)

## T(1)
- Giuseppe Trossi, presbitero e militare italiano (La Loggia, n. 1889 - Torino, † 1960)

## V(4)
- Giuseppe Valentini, presbitero, missionario e storico italiano (Padova, n. 1900 - Milano, † 1979)
- Giuseppe Vanelli, presbitero e giornalista svizzero (Grancia - Lugano, † 1799)
- Giuseppe Vaz, presbitero indiano (Benaulim, n. 1651 - Kandy, † 1711)
- Giuseppe Veneziani, presbitero e matematico italiano (Podenzano, n. 1772 - Piacenza, † 1853)

## Z(1)
- Giuseppe Zilli, presbitero e giornalista italiano (Fano Adriano, n. 1921 - Ariccia, † 1980)